# LenovoEMC
LenovoEMC (antes Iomega) fue una compañía especializada en el diseño de Discos Portátiles y Memorias. La compañía, establecida en 1980 como Iomega, cuenta con 208 empleados distribuidos en diversos países. Está establecida en San Diego, California, y posee otras oficinas en Utah, Canadá, Singapur y Suiza. Sus productos más conocidos son las unidades removibles Iomega Zip (entre 100, 250 y 750 MB) y los Iomega Jaz (1 y 2 GB). Hoy en día es líder mundial en el almacenamiento portátil y fiable de datos.
Cotizaba públicamente en el mercado de valores de Nueva York (NYSE:IOM), hasta que el 8 de abril de 2008, EMC Corporation anuncia sus planes para adquirir la totalidad de las acciones por unos 213 Millones de dólares. La compra se cierra en junio de 2008.

## Algunos de sus productos
Iomega NAS (Administrador de almacenamiento de red): Almacenamiento de fácil administración; archivos y datos compartidos confiables; capacidad de RAID-redundance.
Iomega REV (Capacidad ilimitada para respaldo de archivos): Respalda y recupera archivos 8 veces más rápido que con el sistema de cinta; 90 GB de capacidad comprimida para guardar archivos de gran tamaño, o respaldar un sistema completo en un solo disco; recuperación de archivos en cuestión de segundos, versus minutos, con el sistema de “arrastrar y soltar”.
Iomega HDD: Expansión de espacio de disco duro; total respaldo de sistema y recuperación de fallas.
Iomega FLOPPY: Lectura y escritura para archivos pequeños para soporte floppy.
Iomega Super DVD: Lee y graba en todos los formatos de DVD y CD; crea películas, protege los videos en DVD y almacena fotos digitales.
Iomega MINI / MICRO MINI (Llaves USB): Para llevar archivos, prestaciones, gráficos, fotos o música donde se quiera; conexión USB en cualquier computador; fácil administración de datos con la interfaz de Minipanel de Control.
Iomega Zip (Almacenamiento protegido de archivos): Respaldo rápido y fácil; protege con contraseña y organiza los archivos importantes; se incluye con el software galardonado Iomega Automatic Backup.
Iomega Jaz similar al Zip, pero de mayor capacidad (1 y 2 GB)
Iomega iSTORAGE: Almacenamiento en línea para datos críticos; el software para sistemas de escritorio respalda automáticamente los archivos; Whalemail para más y mejor espacio para compartir archivos.
Iomega CD-RW (Grabación y copia de CD): Graba música y fotos, incluye software de grabación de fácil uso (Hotburn Pro).
Iomega Bernoulli Box
Iomega ScreenPlay Discos duros externos multimedia. Permiten la visualización de archivos de audio, foto y vídeo directamente en un televisor.
Iomega ScreenPlay Pro Discos duros externos multimedia. Permiten la visualización de archivos de audio, foto y vídeo directamente en un televisor, y además la grabación desde medios externos con señal digital. (Hasta 1 TB de capacidad)